# In My End Is My Beginning
Pour plus de détails, voir Fiche technique et Distribution.
In My End Is My Beginning (hangeul : 끝과 시작 ; RR : kkeut-gwa si-jak) est un film dramatique sud-coréen écrit et réalisé par Min Gyoo-dong, sorti en 2013. Il s'agit d'une adaptation cinématographique du court-métrage Five Senses of Eros.

## Synopsis
Lorsque Jeong-ha perd son mari dans un accident, Na-roo, l'amante secrète de son mari, vient à elle.

## Fiche technique
- Titre original : 끝과 시작
- Titre international : In My End Is My Beginning
- Réalisation : Min Gyoo-dong
- Scénario : Min Gyoo-dong
- Décors : Jeon Gyeong-ran
- Photographie : Kim Byeong-seo
- Son : Cho Ye-jin
- Montage : Seong Soo-a
- Musique : Kim Jun-seong
- Production : Min Jin-soo
- Sociétés de production : Soo Film ; Daisy Entertainment (coproduction)
- Société de distribution : Showbox
- Pays d’origine :  Corée du Sud
- Langue originale : coréen
- Genre : drame
- Durée : 87 minutes
- Date de sortie
  - Corée du Sud : 4 avril 2013

## Distribution
- Uhm Jung-hwa : Lee Jeong-ha
- Hwang Jeong-min : Min Jae-in
- Kim Hyo-jin : Kang Na-roo
- John D. Kim : l'homme « sans lendemain »
- Lee Hwi-hyang : la mère de Jeong-ha
- Kim Kang-woo : le frère de Jeong-ha